# Pod Gredom (arheološko nalazište)
Pod Gredom je arheološko nalazište u Vinjanima Gornjim, Grad Imotski.

## Opis
Vrijeme nastanka: 2500. pr. Kr. do 100. pr. Kr. Istočno od zaseoka Aračići u Vinjanima Gornjim na padinama brda nalazi se veća skupina prapovijesnih gomila. Riječ je o tri grobne kamene gomile (tumula) smještenih na istaknutom položaju na 666 metara nadmorske visine. Najistočnija gomila ujedno je i najveća, promjera oko 10 metra i visine oko 1 metar. Gomila zapadnije od nje promjera je između 7-8 metara te visine između 1 metar. Najsjevernija gomila je i najmanja promjera oko 6 metara i visine oko 0,5 metar. Iako nisu provođena nikakva arheološka istraživanja, s obzirom na materijal pronađen na površini i u blizini tumula, ovo važno i bogato nalazište moguće je datirati u brončano i željezno doba. Naime, u neposrednoj blizini tumula, nalazi se nekoliko brončanodobnih gradina tj. gradinskih naselja koje čine jedinstvenu fortifikacijsku cjelinu ovog područja, a sami tumuli su u uskoj vezi sa životom na ovim gradinama.

## Zaštita
Pod oznakom P-5617 zavedeno je kao nepokretno kulturno dobro - pojedinačno, pravna statusa preventivno zaštićena kulturnog dobra, klasificirano kao "arheološka baština".